# 政府綜合服務大樓 (澳門)
政府綜合服務大樓（葡萄牙语：Centro de Serviços da RAEM），又稱北區綜合服務大樓，位於澳門半島黑沙環新街52號，於2009年12月16日啟用，是澳門首個提供政府部門“一站式”部門服務的政府服務中心，進一步完善跨部門服務及接待諮詢工作。

## 歷史
2009年12月15日下午，大樓正式啟用，行政長官何厚鏵率領多名政府官員出席大樓開幕儀式。
2010年6月1日，位於本大樓內的一樓及二樓臨時展覽廳正式對外開放。
2011年底至2012年初，大樓一樓增設政府多個部門服務專區，區內按政府部門的範疇劃分，設有48個櫃位，行政暨公職局於2011年11月下旬與北區社咨委進行會議，其代表表示預計至2012年大樓提供服務的項目將增至200項，涉及部門將增至23個。增設的部門櫃位包括社會保障基金、交通事務局及經濟局等，共設有4個服務專區，包括交通事務專區、經貿投資專區、社會保障及就業專區及工務專區，於2012年1月中旬全面投入運作。
2013年11下旬，本大樓地面層增設24小時自助服務區，包括城市指南、登記使用香港e道指紋採集自助服務機、醫療券及辦理在生證明自助服務機、查核智能身份證真偽自助服務機、智能身份證更改聯絡資料自助服務機、財政局查詢稅款計算自助服務機等。 
2015年11月3日，治安警察局居留及逗留事務廳進駐本大樓。
2017年2月13日，身份證明局服務專區就往本大樓二樓R區。
2017年12月27日，本大樓新版網頁啟用，除提供大樓的最新消息、基本資訊及各項行政手續資料外，還增設查閱現場輪候資訊和遠程取籌服務功能，方便市民透過電腦或智能手機於辦公時間內之繁忙時段取籌，節省市民現場排隊輪候時間，輕鬆辦理各項政府服務。首階段遠程取籌服務先在大樓地面層五個服務區（即A、C、E、F及H區）試行，期後將逐步擴展至一樓及二樓服務區。
2018年5月2日，增設醫療補貼計劃服務櫃檯，於本大樓一樓O區。
2018年6月11日，為方便北區居民，本大樓於一樓O區增設「現金分享計劃」服務櫃檯，方便北區居民查詢或辦理現金分享相關的手續，同時可以於同一櫃檯處理醫療補貼計劃之相關事項。
2019年12月19日上午，中共總書記兼國家主席習近平視察澳門出席慶祝澳門特別行政區成立二十周年紀念活動前夕期間，曾到本大樓考察，期間與大樓內的工作人員和市民進行交流。時任行政法務司司長陳海帆一行陪同考察並介紹服務中心運作情況，她表示體現出習近平希望深入澳門，了解面向基層的政府服務，了解居民生活狀況。習近平十分關心澳門在政府服務方面的便民措施，每經過一個服務專區都一一詢問相關服務。
2021年8月12日，由於有COVID-19本地個案陽性患者到訪公共行政大樓需要封閉進行全面消毒清潔。法務局轄下部門對外服務按計劃遷入本大樓繼續提供服務，直至完成清潔消毒和衛生部門決定才安排恢復公共行政大樓之服務。
2023年12月5日，位於本大樓地面層的24小時政府自助服務區升級為“政府24小時自助服務中心”，設有自助辦證機、自助領證機、提供不同範疇的多功能自助服務機，其中多功能自助服務機，提供有關身份證明、社會福利、稅務查詢、市政服務、選民登記、交通出行及出入境共7個類別，涉及11個部門的38項自助服務。

## 樓層分佈
| 樓層分佈 |                                                                                |
| 3/F      | 後勤辦公室、北區社區服務諮詢委員會                                             |
| 2/F      | 身份證明服務及公證事務專區                                                     |
| 1/F      | 登記事務、稅務、工務及經貿事務、居留及逗留事務、消費保障事務及社會保障事務專區 |
| G/F      | 市政事務專區、社會綜合事務專區、政府24小時自助服務中心                         |
| B/F      | 專用車位停車場                                                                 |

## 辦公設施
政府綜合服務大樓面積約15,000平方米，樓高三層，共提供14個政府部門合共約140個服務，啟用時地下為市民服務區，一樓及二樓為臨時展覽廳，三樓為後勤辦公室。市民服務區共有三十九個服務櫃檯，提供民政、社會福利、政府資訊、投資及稅務等服務。自啟用日起，位於祐漢街市內由民政總署轄下的“北區市民服務中心”及財政局位於關閘附近轄下的“北區接待中心”遷往本大樓內繼續運作。目前一樓和二樓的臨時展覽廳均改用作政府多個部門的服務專區，提供“一站式”多方面服務，北區社區服務諮詢委員會會議室亦設於本大樓三樓。

## 鄰近地點
- 中葡職業技術學校

## 交通

### 公共巴士
M230  高利亞海軍上將／政府綜合服務大樓（Alm. Magalhães Correia／Centro de Serviços da RAEM）
路線：MT3

## 未來發展
2016年7月25日，澳門特區政府已計劃在位於慕拉士大馬路的舊發電廠地段，興建公共房屋及社會設施，預計提供1,000個單位，在裝修工程完成後考慮將位於黑沙環中街的本大樓停用並遷往該處的政府綜合服務中心辦公。慕拉士政府綜合服務中心擴建工程——設計連建造工程於2023年9月判給，2023年11月動工，造價1,478萬多元，預計2025年第四季搬遷完成。